# Energía orbital específica
En el problema gravitatorio de dos cuerpos, la energía orbital específica {\displaystyle \epsilon \,\!} (o energía vis-viva) de dos cuerpos en órbita es la suma constante de su energía potencial mutua ({\displaystyle \epsilon _{p}\,\!}) y su energía cinética total ({\displaystyle \epsilon _{k}\,\!}), dividida por la masa reducida. De acuerdo con la ecuación de conservación de energía orbital (también conocida como ecuación de vis-viva), no varía con el tiempo:
{\displaystyle {\begin{aligned}\epsilon &=\epsilon _{k}+\epsilon _{p}\\&={\frac {v^{2}}{2}}-{\frac {\mu }{r}}=-{\frac {1}{2}}{\frac {\mu ^{2}}{h^{2}}}\left(1-e^{2}\right)=-{\frac {\mu }{2a}}\end{aligned}}}
dónde
- {\displaystyle v\,\!} es la velocidad orbital relativa;
- {\displaystyle r\,\!} es la distancia orbital entre los cuerpos;
- {\displaystyle \mu ={G}(m_{1}+m_{2})\,\!} es la suma de los parámetros gravitacionales estándar de los cuerpos;
- {\displaystyle h\,\!} es el momento angular relativo específico en el sentido de momento angular relativo dividido por la masa reducida;
- {\displaystyle e\,\!} es la excentricidad orbital;
- {\displaystyle a\,\!}es el semi-eje mayor.

Se expresa en {\displaystyle {\frac {J}{kg}}=m^{2}\cdot s^{-2}} o {\displaystyle MJ/kg=km^{2}\cdot s^{-2}} ({\displaystyle MJ} es mega-julios). Para una órbita elíptica, la energía orbital específica es el negativo de la energía adicional requerida para acelerar una masa de un kilogramo a la velocidad de escape (órbita parabólica). Para una órbita hiperbólica, es igual al exceso de energía en comparación con la de una órbita parabólica. En este caso, la energía orbital específica también se denomina energía característica.

## Forma de ecuación para diferentes órbitas
Para una órbita elíptica, la ecuación de energía orbital específica, cuando se combina con la conservación del momento angular específico en uno de los ábsides de la órbita, se simplifica a:
{\displaystyle \epsilon =-{\frac {\mu }{2a}}\,\!}
donde
- {\displaystyle \mu ={G}(m_{1}+m_{2})\,\!} es el parámetro gravitacional estándar;
- {\displaystyle {a}\,\!} es el semi-eje mayor de la órbita.

#### Prueba
Para una órbita elíptica con momento angular específico h dada por
{\displaystyle {h^{2}}=\mu p=\mu a\left(1-e^{2}\right)\,\!}
usamos la forma general de la ecuación de energía orbital específica,
{\displaystyle \epsilon ={\frac {v^{2}}{2}}-{\frac {\mu }{r}}}
con la relación de que la velocidad relativa en periapsis es
{\displaystyle {v_{p}^{2}}={h^{2} \over {r_{p}}^{2}}={h^{2} \over {a^{2}(1-e)}^{2}}={\mu a(1-e^{2}) \over {a^{2}(1-e)}^{2}}={\mu (1-e^{2}) \over {a(1-e)}^{2}}\,\!}
Por lo tanto, nuestra ecuación de energía orbital específica se convierte
{\displaystyle \epsilon ={\mu  \over {a}}{\left[{(1-e^{2}) \over {2(1-e)}^{2}}-{1 \over {(1-e)}}\right]}={\mu  \over {a}}{\left[{{(1-e)(1+e)} \over {2(1-e)}^{2}}-{1 \over {(1-e)}}\right]}={\mu  \over {a}}{\left[{(1+e) \over {2(1-e)}}-{2 \over {2(1-e)}}\right]}={\mu  \over {a}}{\left[{{e-1} \over {2(1-e)}}\right]}\,\!}
y finalmente con la última simplificación obtenemos:
{\displaystyle \epsilon =-{\mu  \over {2a}}\,\!}

Para una órbita parabólica, esta ecuación se simplifica a
{\displaystyle \epsilon =0\,\!.}
Para una trayectoria hiperbólica, esta energía orbital específica está dada por
{\displaystyle \epsilon ={\mu  \over {2a}}\,\!.}
o lo mismo que para una elipse, dependiendo de la convención para el signo de a.
En este caso, la energía orbital específica también se denomina energía característica (o {\displaystyle C_{3}\,\!}) y es igual al exceso de energía específica en comparación con la de una órbita parabólica.
Está relacionado con la hiperbólica velocidad de exceso {\displaystyle v_{\infty }\,\!}(la velocidad orbital en el infinito) por
{\displaystyle 2\epsilon =C_{3}=v_{\infty }^{2}\,\!.}
Es relevante para misiones interplanetarias.
Por lo tanto, si el vector de posición orbital ({\displaystyle \mathbf {r} \,\!}) y el vector de velocidad orbital ({\displaystyle \mathbf {v} \,\!}) se conocen en una posición, y {\displaystyle \mu \,\!} es conocido, entonces se puede calcular la energía y, a partir de eso, para cualquier otra posición, la velocidad orbital.

## Tasa de cambio
Para una órbita elíptica, la velocidad de cambio de la energía orbital específica con respecto a un cambio en el eje semieje mayor es
{\displaystyle {\frac {\mu }{2a^{2}}}\,\!}
donde
- {\displaystyle \mu ={G}(m_{1}+m_{2})\,\!} es el parámetro gravitacional estándar;
- {\displaystyle a\,\!}es el semi-eje mayor de la órbita.

En el caso de las órbitas circulares, esta velocidad es la mitad de la gravedad en la órbita. Esto corresponde al hecho de que para tales órbitas la energía total es la mitad de la energía potencial, porque la energía cinética es menos la mitad de la energía potencial.

## Energía adicional
Si el cuerpo central tiene un radio R, entonces la energía adicional de una órbita elíptica en comparación con estar estacionario en la superficie es
{\displaystyle \ -{\frac {\mu }{2a}}+{\frac {\mu }{R}}={\frac {\mu (2a-R)}{2aR}}.}
- Para la Tierra y un poco más que {\displaystyle R/2} esto es {\displaystyle (2a-R)g} ; la cantidad {\displaystyle 2a-R} es la altura en que la elipse se extiende por encima de la superficie, más la distancia de periapsis (la distancia que la elipse se extiende más allá del centro de la Tierra); los últimos tiempos g es la energía cinética de la componente horizontal de la velocidad.

## Ejemplos

### EEI
La Estación Espacial Internacional (EEI) tiene un período orbital de 91,74 minutos, por lo que el eje semi-mayor es de 6.738 km.
La energía es −29,6 {\displaystyle MJ/kg}: la energía potencial es −59,2 {\displaystyle MJ/kg}, y la energía cinética es de 29,6 {\displaystyle MJ/kg}. Compare con la energía potencial en la superficie, que es -62,6 {\displaystyle MJ/kg}. La energía potencial extra es 3,4 {\displaystyle MJ/kg}, la energía extra total es 33,0 {\displaystyle MJ/kg}. La velocidad promedio es de 7,7 {\displaystyle km/s}, la red Delta-v para alcanzar esta órbita es de 8,1 {\displaystyle km/s} (el Delta-v real es típicamente de 1,5-2 {\displaystyle km/s} más para el arrastre atmosférico y el arrastre gravitacional).
El aumento por metro sería de 4,4 {\displaystyle J/kg}; esta tasa corresponde a la mitad de la gravedad local de 8,8 {\displaystyle m/s^{2}}.
Para una altitud de 100 {\displaystyle km} (radio es 6.471 {\displaystyle km}):
La energía es -30,8 MJ/kg: la energía potencial es -61,6 {\displaystyle MJ/kg}, y la energía cinética es 30,8 {\displaystyle MJ/kg}. Compare con la energía potencial en la superficie, que es -62,6 {\displaystyle MJ/kg}. La energía potencial extra es 1,0 {\displaystyle MJ/kg}, la energía extra total es 31,8 {\displaystyle MJ/kg}.
El aumento por metro sería de 4,8 {\displaystyle J/kg}; esta tasa corresponde a la mitad de la gravedad local de 9,5 {\displaystyle m/s^{2}}. La velocidad es de 7,8 {\displaystyle km/s}, la red Delta-v neta para alcanzar esta órbita es de 8,0 {\displaystyle km/s}.
Teniendo en cuenta la rotación de la Tierra, el delta-v es de hasta 0,46 {\displaystyle km/s} menos (comenzando en el ecuador e yendo hacia el este) o más (si va hacia el oeste).

### Voyager 1
Para Voyager 1, con respecto al Sol:
- {\displaystyle \mu =GM\,\!} = 132.712.440.018 {\displaystyle km^{2}s^{-2}} es el parámetro gravitacional estándar del Sol
- r = 17 mil millones de kilómetros
- v = 17,1 {\displaystyle km/s}

Por lo tanto:
- {\displaystyle \epsilon =\epsilon _{k}+\epsilon _{p}={\frac {v^{2}}{2}}-{\frac {\mu }{r}}=}  146 {\displaystyle km^{2}s^{-2}} − 8 {\displaystyle km^{2}s^{-2}} =  138 {\displaystyle km^{2}s^{-2}}

Por lo tanto, la velocidad excesiva hiperbólica (la velocidad orbital teórica en el infinito) está dada por
{\displaystyle v_{\infty }=\,\!} 16,6 {\displaystyle km/s}
Sin embargo, el Voyager 1 no tiene la velocidad suficiente para abandonar la Vía Láctea. La velocidad calculada se aplica muy lejos del Sol, pero en una posición tal que la energía potencial con respecto a la Vía Láctea como un todo ha cambiado de manera insignificante, y solo si no hay una interacción fuerte con cuerpos celestes distintos del Sol.

## Aplicando empuje
Asumir:
- a es la aceleración debida al empuje (la tasa de tiempo a la que se gasta delta-v)
- g es la fuerza del campo gravitacional
- v es la velocidad del cohete

Entonces, la tasa de cambio de tiempo de la energía específica del cohete es {\displaystyle \mathbf {v} \cdot \mathbf {a} }:una cantidad {\displaystyle \mathbf {v} \cdot (\mathbf {a} -\mathbf {g} )} para la energía cinética y una cantidad {\displaystyle \mathbf {v} \cdot \mathbf {g} } para la energía potencial.
El cambio de la energía específica del cohete por unidad de cambio de Delta-v es
{\displaystyle {\frac {\mathbf {v\cdot a} }{|\mathbf {a} |}}}
que es |v| veces el coseno del ángulo entre v y a.
Por lo tanto, cuando se aplica delta-v para aumentar la energía orbital específica, esto se hace de manera más eficiente si a e aplica en la dirección de v, y cuando |v| es largo. Si el ángulo entre v y g es obtuso, por ejemplo en un lanzamiento y en una transferencia a una órbita más alta, esto significa aplicar el delta-v tan pronto como sea posible y a plena capacidad. Al pasar por un cuerpo celeste significa aplicar empuje cuando está más cerca del cuerpo. Cuando aumenta gradualmente la órbita elíptica, significa aplicar empuje cada vez que está cerca de la periapsis.
Al aplicar delta-v para disminuir la energía orbital específica, esto se hace de manera más eficiente si a se aplica en la dirección opuesta a la de v, y de nuevo cuando |v| es largo. Si el ángulo entre v y g es agudo, por ejemplo en un aterrizaje (en un cuerpo celeste sin atmósfera) y en una transferencia a una órbita circular alrededor de un cuerpo celeste cuando se llega desde el exterior, esto significa aplicar el Delta-v tan tarde como posible. Al pasar por un planeta significa aplicar empuje cuando está más cerca del planeta. Cuando se hace gradualmente una órbita elíptica más pequeña, significa aplicar empuje cada vez que está cerca de la periapsis.
Si a va en la dirección de v:
{\displaystyle \Delta \epsilon =\int v\,d(\Delta v)=\int v\,adt}

## Velocidades tangenciales en altitud
| Orbita                                                                             | Distancia de centro a centro | Altitud sobre la superficie de la Tierra | Velocidad | Periodo orbital    | Energía orbital específica |
| ---------------------------------------------------------------------------------- | ---------------------------- | ---------------------------------------- | --- | ------------------ | -------------------------- |
| La propia rotación de la Tierra en la superficie (para comparación, no una órbita) | 6.378 km                     | 0 km                                     | 465,1 m/s (1.674 km/h)                                                                                               | 23h 56min          | −62,6 MJ/kg                |
| Orbitando en la superficie de la Tierra (ecuador)                                  | 6.378 km                     | 0 km                                     | 7,9 km/s (28.440 km/h)                                                                                               | 1h 24min 18sec     | −31,2 MJ/kg                |
| Orbita terrestre baja                                                              | 6.600–8.400 km               | 200–2.000 km                             | - Órbita circular: 7,8–6,9 km/s (28.080–24.840 km/h) respectivamente - Órbita elíptica: 6,5–8,2 km/s respectivamente | 1h 29min – 2h 8min | −29,8 MJ/kg                |
| Rayo de las órbitas                                                                | 6.900–46.300 km              | 500–39.900 km                            | 1,5–10,0 km/s (5.400–36.000 km/h) respectivamente                                                                    | 11h 58min          | −4,7 MJ/kg                 |
| Geoestacionario                                                                    | 42.000 km                    | 35.786 km                                | 3,1 km/s (11.600 km/h)                                                                                               | 23h 56min          | −4,6 MJ/kg                 |
| Órbita de la luna                                                                  | 363.000–406.000 km           | 357.000–399.000 km                       | 0,97–1,08 km/s (3.492–3.888 km/h) respectivamente                                                                    | 27,3 days          | −0,5 MJ/kg                 |